# 안정옥
안정옥(安廷玉, 1900년 ~ ?)은 일제강점기 고등경찰과 경부보를 지냈다.

## 생애
1900년에 태어났으며, 1927년 경상남도 함양경찰서 유림경찰관주재소 순사에 임명되었다. 1928년과 1931년 함양경찰서 지곡경찰관주재소 순사를, 1930년부터 1931년까지 함양경찰서사근경찰관주재소 순사를 지냈다.
1932년 경상남도 하동경찰서 순사부장으로 승진했으며, 재직 중이던 1935년 10월 도경부 및 도경부보 시험에 합격했다. 1937년 초부터 경상남도 의령경찰서 순사부장을 지내다가 그 해 말 경부보로 승진했다. 1938년 경상남도 경찰부 고등경찰과 경부보로 활동했다. 1939년 경상남도 밀양경찰서 경부보(사법계 주임)를, 1940년부터 1943까지 창녕경찰서 경부보를 지냈다.

## 사후
2008년 발표된 민족문제연구소의 친일인명사전 수록자 명단 경찰 부분에 포함되었다.